# In memoriam (jeu vidéo)
Pour les articles homonymes, voir In memoriam.
In memoriam est un jeu vidéo d'aventure et d'investigation mêlant énigmes, séquences vidéo, enquêtes et indices disséminés sur Internet. Conçu par Eric Viennot et développé par le studio français Lexis Numérique. Il est sorti à partir de 2003 sur PC (Windows et Mac OS).

## Système de jeu
In memoriam nécessite une connexion Internet afin de poursuivre efficacement son enquête à travers une multitude de sites web créés pour la circonstance ou préexistants et se prêtant à l'aventure (comme le site du journal Libération).
Le jeu emmène le joueur sur les traces de Jack Lorski, reporter, et de Karen Gijman, disparus mystérieusement le 4 février 2003. Des aides précieuses parviennent également au joueur par courriel. L'agence SKL Network qui employait Jack Lorski ainsi que d'autres enquêteurs épaulent en effet le joueur dans ses recherches.
L'intrigue et la mise en scène — un mystérieux tueur en série échappant à la police et qui sème des indices, avec diffusion de ceux-ci dans la presse, l'enquête menée par un journaliste… — ne sont pas sans rappeler l'histoire du Zodiaque, tueur en série qui a sévi dans les années 1960 sur la côte ouest des États-Unis.
Ce jeu fonctionnant obligatoirement avec internet n'est plus jouable. Au lancement du jeu, on demande l'enregistrement en ligne ; cependant, les serveurs Lexis sont fermés depuis le 30 septembre 2014. Il est désormais impossible d'aller plus loin,.

## In Memoriam Revival Project
Il existe depuis septembre 2014 une plate-forme gratuite, indépendante, qui tente de faire survivre le jeu original après application d'un correctif. Elle a été mise en place par l'espagnol Softbreakers. En 2015, le site a cessé de fonctionner sans reprise du projet.

## Accueil
- Adventure Gamers : 4/5[6]